# Liste der Brücken über den Doubs in der Schweiz
Die Liste der Brücken über den Doubs in der Schweiz enthält die Doubs-Brücken auf Schweizer Gebiet von Les Brenets bis Ocourt.

## Brückenliste
18 Brücken überspannen den Fluss: Elf Strassenbrücken, fünf Fussgängerbrücken, eine Gebäude-«Brücke» und eine Furt. Sechs Brücken sind Grenzübergänge zu Frankreich.
| Bild | Name                                                         | Ort                                      | Lage | Funktion                                                 | Konstruktion               | Material                      | Länge in m | Höhe m ü. M. | Bemerkungen |
| ---- | ------------------------------------------------------------ | ---------------------------------------- | ---- | -------------------------------------------------------- | -------------------------- | ----------------------------- | ---------- | ------------ | --- |
|      | Gilbert Petit-Jean-Steg (Passerelle du Saut-du-Doubs)        | Villers‑le‑Lac – Les Brenets             |      | Fussgängerbrücke                                         | Bogenbrücke                | Stahl                         | 40         | 757          | Die Brücke wurde 2005 eröffnet. Wanderwege auf beiden Flussseiten führen zum Wasserfall Saut du Doubs. Grenze zwischen Frankreich und der Schweiz |
|      | Ruelle de la Truite-Furt                                     | Villers‑le‑Lac – Les Planchettes         |      | Fussgängerübergang                                       | Furt                       | Erdboden Stein Stahlrondellen | 50         | 653          | Furt! Flussüberquerung auf eigene Verantwortung Grenze zwischen Frankreich und der Schweiz Auf der Schweizer Seite flussaufwärts befindet sich eine hydrologische Messstation des Kantons Neuenburg. |
|      | La Rasse-Brücke                                              | Fournet-Blancheroche – La Chaux-de-Fonds |      | Strassenbrücke (einspurig)                               | Fachwerkbrücke             | Stahl                         | 40         | 628          | Die Brücke wurde 1907/08 erstellt und 2011 saniert. Sie ersetzte einen Übergang von 1893. Während der Konstruktion ist die neue Brücke 1907 zusammengebrochen. Wanderweg Auf der Schweizer Seite befindet sich eine Bushaltestelle. Die französische Siedlung La Rasse ist mit dem Fahrzeug nur von der Schweiz aus erreichbar. Eine Mine ist bei der Brücke angebracht. Ein Bunker von 1937 (heute als Garage benutzt) findet sich auf der französischen Seite. Grenze zwischen Frankreich und der Schweiz Auf der Schweizer Seite befindet sich das national bedeutende Amphibienlaichgebiet Le Pélard. |
|      | Biaufond-Brücke (Pont de Paix Sri Chinmoy)                   | Fournet-Blancheroche – La Chaux-de-Fonds |      | Strassenbrücke (einspurig) mit Trottoir                  | Bogenbrücke Fachwerkbrücke | Stahl                         | 54         | 611          | Die Brücke über den Lac de Biaufond wurde 2004 erstellt und 2009 restauriert. Sie ersetzte einen Übergang von 1881. Vortritt vor dem Gegenverkehr (Fahrtrichtung Schweiz) Dem Gegenverkehr Vortritt lassen (Fahrtrichtung Frankreich) Mindestabstand für Lastwagen und Busse: 50 m Höchstgeschwindigkeit 20 km/h Wanderweg An der Stahlkonstruktion in der Mitte der Brücke sind zwei Grenzplaketten angebracht. Eine Mine ist bei der Brücke angebracht. Ein Bunker von 1937 findet sich auf der französischen Seite. Beim Zollgebäude auf der Schweizer Seite befindet sich eine Bushaltestelle. Grenze zwischen Frankreich und der Schweiz Nordöstlich findet sich das national bedeutende Amphibienlaichgebiet Biaufond mit einem Dreikantonseck (Kantone Bern, Jura und Neuenburg) . |
|      | La Goule-Brücke                                              | Charmauvillers – Le Noirmont             |      | Strassenbrücke (einspurig)                               | Balkenbrücke               | Stahl                         | 22         | 544          | Die Brücke wurde 2015 neu erstellt. Sie ersetzte eine Stahlbrücke von 1902. GTJ-Mountainbike-Route Grandes Traversées du Jura Grenze zwischen Frankreich und der Schweiz |
|      | Goumois-Brücke                                               | Goumois – Goumois                        |      | Strassenbrücke (zweispurig) mit Trottoirs 248            | Balkenbrücke               | Stahl                         | 42         | 494          | Die Brücke wurde 1861 erstellt. GTJ-Mountainbike-Route Grandes Traversées du Jura Während des Zweiten Weltkriegs wurde an der Brücke von der Schweizer Armee ein Sprengobjekt angebracht. Grenze zwischen Frankreich und der Schweiz |
|      | Clairbief-Steg                                               | Soubey                                   |      | Fussgänger- und Velobrücke                               | Hängebrücke                | Stahl                         | 53         | 476          | Die rote Hängebrücke wurde 1992 erstellt. Hinweistafel der Gemeinde Soubey: Wir lehnen an dieser Stelle jegliche Verantwortung ab Wanderweg |
|      | Soubey-Brücke                                                | Soubey                                   |      | Strassenbrücke (einspurig)                               | Bogenbrücke Fachwerkbrücke | Stahl                         | 36         | 476          | Vortritt vor dem Gegenverkehr (Fahrtrichtung Les Enfers) Dem Gegenverkehr Vortritt lassen (Fahrtrichtung Soubey) Höchstgeschwindigkeit 50 km/h Höchstgewicht 28 t Wanderweg |
|      | La Charbonnière-Steg                                         | Epauvillers                              |      | Fussgängerbrücke                                         | Balkenbrücke               | Stahl                         | 48         | 455          | Die Brücke wurde 1972 erstellt. Mountainbike-Route 709 Clos du Doubs Bike (St-Ursanne – Epiquerez–Epauvillers – St-Ursanne) Wanderland-Route 2 Trans Swiss Trail (Etappe 2 St-Ursanne – Soubey) und Route 95 Au fil du Doubs (Etappe 4 Soubey – St-Ursanne) Übergang ist nicht behindertengerecht (Treppe). Flussaufwärts befindet sich das national bedeutende Auengebiet La Réchesse. |
|      | Ravines-Brücke                                               | Montmelon                                |      | Strassenbrücke (einspurig)                               | Gedeckte Brücke            | Wood                          | 45         | 442          | Die Brücke wurde 1991 erstellt. Sie ersetzte eine Stahlfachwerkbrücke von 1905. Mountainbike-Route 3 Jura Bike (Etappe 4 St-Ursanne – Saignelégier) und Route 709 Clos du Doubs Bike (St-Ursanne – Epiquerez–Epauvillers – St-Ursanne) Wanderweg Die Brücke befindet sich im national bedeutenden Auengebiet La Lomenne. |
|      | Pont de Lorette (Route du Clos du Doubs)                     | Saint-Ursanne                            |      | Strassenbrücke (zweispurig) mit Trottoirs 249            | Schrägseilbrücke           | Stahl Beton                   | 110        | 439          | Die Brücke wurde 1993/94 erstellt. MOBIJU-Buslinie 61 (St-Ursanne – Ocourt – La Motte) Wanderland-Route 464 Parcours de St-Ursanne (St-Ursanne – St-Ursanne) Hinweistafel: Verboten in den Fluss zu springen Die Brücke befindet sich im national bedeutenden Auengebiet La Lomenne. Flussaufwärts auf der linken Flussseite befindet sich das national bedeutende Amphibienlaichgebiet Lorette. |
|      | St-Jean-Brücke                                               | Saint-Ursanne                            |      | Fussgänger- und Velobrücke                               | Bogenbrücke                | Stein                         | 44         | 437          | Die denkmalgeschützte Steinbogenbrücke wurde 1728/29 erstellt. Sie ersetzte eine Holzbrücke aus den 1670er-Jahren. Das Bauwerk wurde 2016 renoviert. Seit 1731 prägt die Statue des Brückenheiligen Johannes Nepomuk die Brückenmitte. Das St Johanns-Tor von 1670 öffnet sich auf der rechten Flussseite zur Brücke. Veloland-Route 7 Jura-Route (Etappe 2 Courgenay (Courtemautruy) – Saignelégier) Wanderland-Route 2 Trans Swiss Trail (Etappe 2 St-Ursanne – Soubey), Route 31 Chemin du Jura (Etappe 4 St-Ursanne – Glovelier), Route 95 Au fil du Doubs (Etappe 4 Soubey – St-Ursanne) und Route 464 Parcours de St-Ursanne (St-Ursanne – St-Ursanne) |
|      | Route du Moulin des Lavoirs-Brücke                           | Saint-Ursanne                            |      | Strassenbrücke (zweispurig) mit Trottoir 249             | Balkenbrücke               | Beton                         | 110        | 437          | Die Brücke wurde 1994 erstellt. Höchstgeschwindigkeit 80 km/h Veloland-Route 7 Jura-Route (Etappe 2 Courgenay (Courtemautruy) – Saignelégier) |
|      | Bellefontaine-Steg (über Doubs Seitenkanal)                  | Saint-Ursanne                            |      | Fussgängerbrücke                                         | Balkenbrücke               | Stahl                         | 8          | 428          | Brücke führt vom rechten Kanalufer auf eine künstliche Insel. |
|      | Brücke bei Bellefontaine (über Doubs Seitenkanal)            | Saint-Ursanne                            |      | Strassenbrücke (einspurig) mit abschliessbarem Metalltor | Balkenbrücke               | Beton                         | 10         | 428          | Allgemeines Fahrverbot Private Zufahrtsbrücke führt vom rechten Kanalufer auf eine künstliche Insel. |
|      | Kraftwerk Bellefontaine (über Doubs Seitenkanal)             | Saint-Ursanne                            |      | Gebäude-«Brücke»                                         | Bachdurchlass              | Beton                         | 8          | 428          | Das Kraftwerk bestand von 1902 bis 1972. Das Industriegebäude wurde 1953 erstellt. |
|      | Brücke beim Kraftwerk Bellefontaine (über Doubs Seitenkanal) | Saint-Ursanne                            |      | Strassenbrücke (einspurig)                               | Balkenbrücke               | Beton                         | 10         | 425          | Die Zufahrtsbrücke führt vom rechten Kanalufer zu einem Feldweg auf einer künstlichen Insel. |
|      | Ocourt-Brücke                                                | Ocourt                                   |      | Strassenbrücke (einspurig)                               | Fachwerkbrücke             | Stahl                         | 48         | 422          | Die Brücke wurde 1907/08 erstellt und 2010 saniert. Mountainbike-Route 3 Jura Bike (Etappe 3 Delémont – St-Ursanne) Wanderweg Bei der Brücke befindet sich die hydrometrische Messstation Doubs – Ocourt (2210) vom Bundesamt für Umwelt (BAFU). |